# Ангел Фикиин
Ангел Георгиев Фикиин е български учен, инженер по хладилна техника и технологии, професор, старши научен сътрудник I ст., доктор на техническите науки, академик на Международната хладилна академия в Санкт Петербург (1995).
Бил е заместник-министър на вътрешната търговия и услугите (1974 – 1976), ректор на тогавашния Висш институт по хранителна и вкусова промишленост (ВИХВП, днес Университет по хранителни технологии, УХТ, 1972 – 1974), директор на Научноизследователския институт по консервна промишленост (НИИКП) в Пловдив (1963 – 1972), университетски преподавател – във ВИХВП и Техническия университет – София, изявен изследовател, активен деец на Научно-техническите съюзи (НТС), известен международен научен деятел в своята професионална област.

## Биография

### Научна дейност

#### Степени и звания
Ангел Фикиин е роден на 7 ноември 1927 г. в Батак, Царство България. Завършва през 1952 г. Факултета по хранителна промишленост – Пловдив (обособил се като ВИХВП през 1953 г.) с отличен успех и квалификация „инженер по хранителна промишленост“.
Непосредствено след това става асистент в катедрата по хладилна техника и технология на института. Защитава дисертации и придобива научните степени „кандидат на техническите науки“ (1960) и „доктор на техническите науки“ (1985). Избран е за доцент (1962), старши научен сътрудник I ст. (1970), професор (1972) по хладилна техника и технология.
Присъдено му е званието „академик“ от 2 чуждестранни научни академии: Украинската академия на науките по технологична кибернетика (Академія наук технологічної кібернетики України), Харков (1994) и Международната хладилна академия (Международная академия холода), Санкт Петербург (1995).

#### Развитие в науката
Съосновател е на катедра „Хладилна техника и технология“ във ВИХВП и неин ръководител от 1970 до 1976 г. Основава и едноименната специалност. Ректор е на ВИХВП от 1972 до 1974 г. През своя мандат организира разкриването на 3 нови специалности, построяването на Учебно-спортния комплекс, увеличаването на научния състав.
От 1963 до 1972 г. е директор на Научноизследователския институт по консервна промишленост (НИИКП) в Пловдив (понастоящем Институт за изследване и развитие на храните), който под негово ръководство се развива като крупен изследователски център с международна известност, придобил през 1969 г. статута на национален център за научноизследователска и развойна дейност. Бил е ръководител на Секцията по хладилна техника и технология на НИИКП.
От 1976 г. проф. Фикиин работи в катедра „Топлинна и хладилна техника“ на Енергомашиностроителния факултет в Техническия университет в София, където ръководи учебно-методичната секция по хладилна техника, а по-късно и научноизследователското направление по хладилна техника и технология.

#### Научни приноси
Над 45 г. преподава, чете лекции във ВИХВП и ТУ-София по дисциплините „Хладилна техника и технология“, „Хладилни технологични процеси и съоръжения“, „Приложение на изкуствения студ“ и „Хладилници и хладилни инсталации“. Подготвил е множество дипломанти, около 20 доктор-инженери, доценти и старши научни сътрудници.
Публикувал е над 280 научни труда (вкл. 8 учебника и учебни пособия, 5 монографии и 12 изобретения), много от които са публикувани във водещи международни издания на английски, френски, руски, немски, испански, полски, унгарски и румънски език. Изнесъл е доклади пред множество международни научни конгреси, конференции и симпозиуми в Европа, Америка и Африка.
Научни приноси на проф. А. Фикиин получават заслужено признание, цитират се и са описани в редица учебници, монографии и периодични издания във Великобритания, Испания, Нова Зеландия, Полша, Русия, САЩ, Словакия, Франция, Чехия, Швеция, Украйна, Унгария и България.
Ръководил е научноизследователски проекти по програми на министерства, стопански организации, Националния фонд „Научни изследвания“ и Европейския съюз. Бил е координатор на българската научна мрежа FLAIR-FLOW Europe 4.

### Обществена дейност
Професор Ангел Фикиин е заемал редица отговорни длъжности:
- заместник-министър на вътрешната търговия и услугите (1974 – 1976), отговарял за продоволствените ресурси на страната;
- заместник генерален директор по научно-техническия прогрес на ДСО „Булгарплод“;
- член на Висшата атестационна комисия и на нейни специализирани научни съвети;
- ректор на Обществения университет за повишаване квалификацията на инженерите и техниците при НТС на Пловдивска област;
- председател на Пловдивското областно ръководство и член на Националния съвет на НТС по хранителна промишленост;
- член на Софийското градско ръководство на НТС;
- председател на НТС в Техническия университет в София;
- член на академични и факултетни съвети във ВИХВП и ТУС;
- главен редактор на раздела „Хранителна промишленост“ в „Българска енциклопедия“ и др.

### Международна дейност
Проф. Фикиин има изявена международна научна дейност. От 1968 г. е непрекъснато член на Изпълнителния комитет на Международния хладилен институт (МХИ, International Institute of Refrigeration) в Париж, на Генералната конференция и комисиите С2 („Хранителни науки и технологии“) и D1 („Хладилно съхранение“) на МХИ. Той е дългогодишен вицепрезидент на Комисия D1 на МХИ. Бил е председател на Националния научно-технически комитет за сътрудничество с МХИ и член на научни и организационни комитети на международни конференции, провеждани от МХИ и Европейския съюз в САЩ, Турция, Чехия и България.
Член е също на международните редакционни съвети на списанията Acta Alimentaria, CONFRUCTA и „Вестник Международной академии холода“, както и координатор на българската научна мрежа FLAIR-FLOW Europe 4.
Бил е заместник-председател на Научния комитет по хранителна промишленост при бившия Съвет за икономическа взаимопомощ.

## Признание
Удостояван е с множество престижни национални и международни награди и отличия, между които:
- „златен“ и „сребърен“ ордени на труда,
- златни юбилейни медали на България и Чехословакия,
- „сребърен медал за изобретателска дейност“,
- звание „почетен изобретател“.

В съболезнователното си писмо по повод кончината на А. Фикиин генералният директор на МХИ Франсоа Билиард отбелязва: „Проф. Фикиин е голям учен от международен мащаб. Неговите трудове по топло- и масообмен при охлаждане на плодове и зеленчуци, интензификация на предварителното охлаждане, замразяване чрез флуидизация и чрез течен азот, топлофизични свойства на хранителните продукти, аналитични и числени решения на топлопреносни задачи т.н. са добре познати по света. България и международната наука загубиха изтъкнат специалист в областта на изкуствения студ и хранителната промишленост“.